# 沈心工

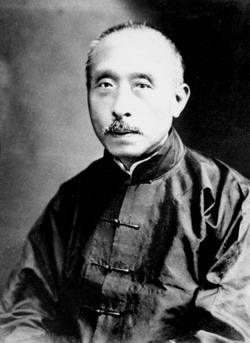

沈心工（1870年2月14日—1947年9月5日），原名沈庆鸿，字叔逵，中国上海人，為「樂歌」運動的發起人和領導人，人稱「學堂樂歌」之父。

## 生平
沈心工1890年中秀才，1895年执教于圣约翰书院。1897年，沈考入南洋公学师范学堂学习，1902年4月留学日本，与鲁迅等人同期进东京弘文学院学习日语。
在日本留学期间，沈心工组织“音乐讲习会”，开始乐歌创作。1903年2月，沈回国，任教于南洋公学附属小学（今上海市南洋模范中学），1911年起任该校主事。1922年后，沈心工兼任交通大学训育主任，同时受聘于多家新式学校教授学堂乐歌。1947年，沈心工病逝于上海。

## 作品
共作有乐歌约180首，代表作有《男兒第一志氣高》（原名《体操》或名《兵操》，改編自鈴木米次郎的作品《手戲》）1903年、《黄河》（杨度 词， 沈心工 曲）1905年、《採蓮謠》。